# Bukowo Białogardzkie
Bukowo Białogardzkie – zlikwidowany przystanek kolei wąskotorowej (Białogardzka Kolej Dojazdowa) w Bukowie, w województwie zachodniopomorskim, w Polsce.